# Герцог д’Отён
Герцог д’Отён (фр. duc d'Hostun), называемый также герцогом де Таллар — французский дворянский титул.

## История
Сеньория Ла-Бом-д’Отён в Дофине, принадлежавшая дому д’Отён, была возведена в ранг маркизата для Бальтазара д’Отёна (ум. 1640), сенешаля Лиона.
Земля, сеньория и маркизат Ла-Бом д’Отён вместе с еще семью фьефами (Сен-Назер, Сен-Жан-ан-Руайян, Орьоль, Сен-Мартен, Сен-Жюст, Сен-Тома и Ла-Мот) были возведены жалованной грамотой Людовика XIV, данной в Версале в марте 1712, в ранг герцогства под единым именем Отён для маршала Франции Камиля д’Отёна, графа де Таллара.
Пожалование было зарегистрировано Гренобльским парламентом 27 июля, а Счетной палатой Дофине 2 августа того же года.
Жалованной грамотой от марта 1713 сеньории Отён и Эмё, некогда отделенные от Ла-Бом-д’Отёна при семейных разделах, были включены в состав маркизата и герцогства. Это пожалование было зарегистрировано Гренобльским парламентом 7 декабря, а Счетной палатой Дофине 14 декабря того же года.
В марте 1715 король возвел герцогство Отён в ранг пэрии для герцога Мари-Жозефа, которому отец уступил титул. Пожалование было зарегистрировано Парижским парламентом 2 апреля.
Титул был упразднен в 1755 году в связи с пресечением мужской линии потомков маршала Таллара.

## Герцоги д’Отён
- 1712—1713 — Камиль д’Отён де Лабом
- 1713—1732 — Мари-Жозеф д'Отён де Лабом, сын предыдущего
- 1732—1739 — Луи-Шарль д’Отён де Лабом, сын предыдущего
- 1739—1755 — Мари-Жозеф д'Отён де Лабом, 2-й раз